# Enquête en famille
Production
Diffusion
Enquête en famille est une série télévisée franco-belge réalisée par Dominique Farrugia et Sophie Boudre d'après un scénario de Jeanne Le Guillou et Bruno Dega, et diffusée en Belgique à partir du 10 avril 2025 sur La Une.
Cette comédie policière est une coproduction de Shine Fiction, TF1, Be-FILMS et la RTBF.

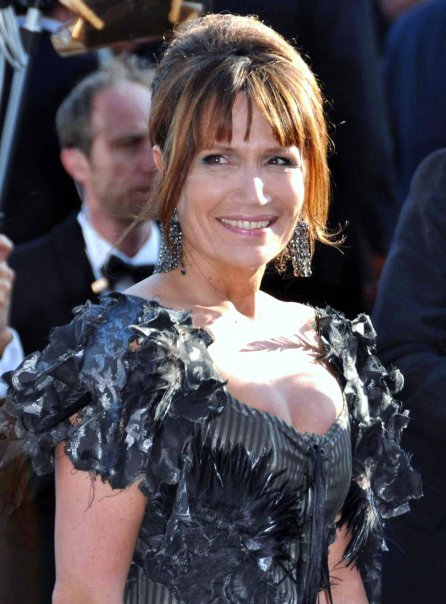
Clémentine Célarié.

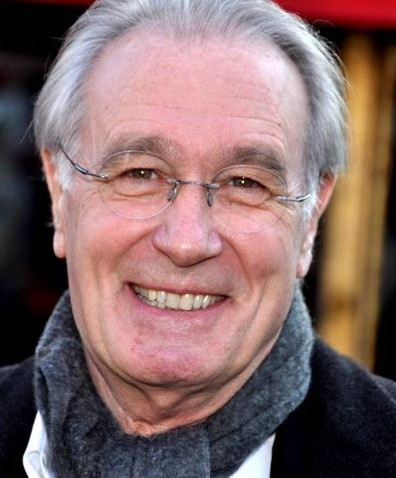
Bernard Le Coq.

## Synopsis
Claire et Philippe Rochette tiennent une importante quincaillerie dans un gros bourg en Bretagne.
Leur fille Charline, capitaine de police, récemment mutée dans leur ville, a difficile à supporter leurs ingérences permanentes dans ses enquêtes.
Par ailleurs, affectée par une rupture soudaine, elle découvre qu'elle est enceinte.

## Distribution
- Clémentine Célarié : Claire Rochette
- Bernard Le Coq : Philippe Rochette
- Naïma Rodric : Charline Rochette, capitaine de police
- Noom Diawara : Ludo Epoupa
- Charlotte Gaccio : Betty Bassini
- Marc Ruchmann : Bastien Goater

## Production

### Genèse et développement
Cette comédie policière est une coproduction de Shine Fiction et TF1 réalisée avec le soutien de Bretagne Cinéma et de la région Bretagne, en partenariat avec le CNC,,,,,.
La série est créée et écrite par Jeanne Le Guillou et Bruno Dega, et réalisée par Dominique Farrugia et Sophie Boudre,,,,,.
La production est assurée par Dominique Farrugia et Chanelle Bernard pour Shine Fiction,,,.

### Tournage
Le tournage de la série a lieu à partir du 15 juillet 2024 en Bretagne,,.
Des scènes sont tournées à Rennes (entre autres au parc Oberthür et dans la rue de Paris), à Bazouges-la-Pérouse et dans la cité médiévale de Châteaugiron, avec la contribution de techniciens, de comédiens et de prestataires de la région,.

### Fiche technique
Sauf indication contraire, les informations mentionnées dans cette section peuvent être confirmées par la base de données cinématographiques Allociné,  présente dans la section « Liens externes ».
- Titre français : Enquête en famille
- Genre : Comédie policière[5]
- Production : Dominique Farrugia[2],[3],[5],[8]
- Production artistique : Chanelle Bernard
- Sociétés de production : Shine Fiction, TF1, Be-FILMS et la RTBF[1],[2],[3],[4],[5],[6]
- Réalisation : Dominique Farrugia et Sophie Boudre[2],[3],[4],[5],[8],[6]
- Scénario : Jeanne Le Guillou et Bruno Dega[2],[3],[4],[5],[6]
- Musique : Julien Jaouen et Ronan Maillard
- Décors : Valériane Friederich
- Costumes : Christel Birot
- Photographie : David Quesemand[10]
- Son : Sophie Guillemare
- Montage : Emmanuelle Segala
- Maquillage : Cécile Pellerin
- Pays de production :  France /  Belgique
- Langue originale : français
- Format : couleur
- Nombre de saisons : 1
- Nombre d'épisodes : 6
- Durée : 52 minutes[2],[3],[4]
- Date de première diffusion :
  - Belgique : 10 avril 2025 sur La Une